# HP Indigo
HP Indigo Division是惠普公司的一個專門提供图形解决方案业务的部门。該部門的前身為Indigo公司，於1977年在以色列由班尼·蘭達(Benny Landa)成立，并于2001年被惠普收购。HP Indigo負責开发、制造印刷設備和销售数字打印解决方案，其中包括印刷机、打印機耗材和工作流程解决方案。 HP Indigo在全球各地设有办事处，总部位于以色列内斯锡安纳。